# Ruud van Nistelrooy
Ruud van Nistelrooy, właściwie Rutgerus Johannes Martinius van Nistelrooij (wym. wymowaⓘ [ryt vɑn ˈnɪstəlroːj]; ur. 1 lipca 1976 w Oss) – holenderski trener piłkarski i piłkarz, który grał na pozycji napastnika. Uczestnik Mistrzostw Europy 2004 i 2008 oraz Mistrzostw Świata 2006.

## Życiorys
Urodził się w mieście Oss. Młody Ruud van Nistelrooy grał w tenisa i uprawiał gimnastykę. Jednak pewnego dnia z ust działaczy szkółki piłkarskiej klubu z rodzinnej miejscowości holenderskiego zawodnika padła propozycja, aby van Nistelrooy spróbował swoich sił w piłce nożnej. Początkowo Ruud grał na pozycji obrońcy (po latach okazał się być niezwykle bramkostrzelnym napastnikiem).
Jego profesjonalna kariera rozpoczęła się w 1993 roku. Wtedy to zgłosili się po młodego adepta działacze drugoligowego FC Den Bosch. Tam Ruud odkrył umiejętność strzelania bramek. W klubie z Den Bosch zdobył ich 13.
Kolejnym etapem w karierze Ruuda był o wiele wyżej ceniony w Holandii zespół Heerenveen.
Po krótkim epizodzie w Heerenveen, van Nistelrooy zwrócił na siebie uwagę PSV Eindhoven, którzy zakupili zapowiadającego się napastnika w 1998 roku. Dwa miesiące później van Nistelrooy zdobył pierwszego hat-tricka. Miało to miejsce w meczu ze Spartą Rotterdam.
W pierwszym sezonie gry w PSV Eindhoven, van Nistelrooy zdobył aż 31 goli, co dało mu tytuł króla strzelców Eredivisie i tytuł Piłkarza sezonu. Po dwóch latach miał już na koncie 60 bramek w lidze holenderskiej. Sześć z nich zdobył w meczach z Ajaxem Amsterdam, co również odbiło się wielkim echem w Holandii.
W roku 2000 Ruud van Nistelrooy był już znany w całej Europie. Nie chciał jednak spędzić całego piłkarskiego życia w – silnym w Holandii, ale przeciętnym wtedy na arenie europejskiej – PSV.

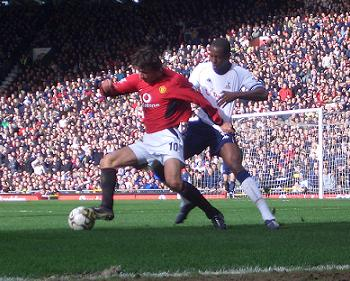
Ruud van Nistelrooy (na pierwszym planie) w meczu Manchesteru United z Tottenhamem Hotspur

Jak się okazało, od kilku miesięcy bacznie obserwował go sir Alex Ferguson, trener Manchesteru United. Kiedy kwestie transferu były już ustalone, van Nistelrooyowi przydarzyła się poważna kontuzja, która opóźniła jego przeniesienie do „Czerwonych Diabłów”. Uraz wykluczył go też z udziału w EURO 2000 w jego ojczyźnie.
Po wyleczeniu kontuzji, w 2001 roku van Nistelrooy rozpoczął grę na Old Trafford. W pierwszych trzech sezonach gry w Manchesterze zawodnik strzelił 70 goli. W sezonie 2004/2005, w zdobyciu kolejnych 25 goli w barwach MU przeszkodziła van Nistelrooyowi kontuzja, a sezon zakończył z dorobkiem zaledwie 6 trafień w Premiership, ale w Lidze Mistrzów zdobył ich 8 w 8 meczach, jakie United grało w sezonie i został królem strzelców tych prestiżowych rozgrywek.
W 2006 roku van Nistelrooy pożegnał się z Manchesterem United, by za kwotę 15 milionów euro przejść do Realu Madryt w sezonie 2006/2007.
Początek gry w Primera División okazał się nadspodziewanie dobry, gdyż van Nistelrooy już w drugim spotkaniu ligowym przeciwko Levante UD popisał się hat-trickiem.
W swoim pierwszym sezonie w Primera División strzelił 25 goli i został królem strzelców. Zdobył także Mistrzostwo Hiszpanii.
W sezonie 2007/2008, van Nistelrooy mimo kontuzji strzelił 16 bramek w Primera Division i został drugim co do liczby strzelonych bramek „Królewskich” po Raulu. Dorzucił do tego swoje drugie Mistrzostwo Hiszpanii.
32-letni zawodnik 13.11.2008 r. przeszedł w USA operację kontuzjowanego kolana, zabieg przeprowadził doktor Richard Steadman, który operował już prawe kolano Van Nistelrooya w 2000 roku, gdy był on jeszcze piłkarzem PSV Eindhoven. Wówczas usunięto mu część uszkodzonej łąkotki. Król strzelców ligi hiszpańskiej w 2007 roku kontuzji doznał podczas meczu Ligi Mistrzów z Juventusem, rozegranego listopada w którym triumfowali 2:0 (1:0) piłkarze z Turynu. Jak donosiła wtedy oficjalna strona Realu, zapowiadało się, że van Nistelrooy będzie musiał pauzować od sześciu do dziewięciu miesięcy.
20 września 2009 Ruud van Nistelrooy po niemalże rocznej rekonwalescencji w końcówce meczu z Xerez wszedł na boisko zmieniając Cristiano Ronaldo (strzelca dwóch bramek w tym spotkaniu) i już po zaledwie 9 minutach przebywania na boisku strzelił gola, ustalając wynik meczu na 5:0, jednak przy okazji Nistelrooy nabawił się urazu uda. 21 września 2009 przeszedł badania lekarskie, po których okazało się, że jego przerwa w grze potrwa około 6 tygodni.
23 stycznia 2010 przeniósł się do Hamburger SV. W styczniu 2011 roku w związku z kontuzją Gonzala Higuaina, Real Madryt postanowił sprowadzić z powrotem. Klub Hamburger SV nie wyraził jednak zgody na transfer holenderskiego napastnika, mimo że Ruud van Nistelrooy zaoferował sfinansowanie części kosztów z własnej kieszeni. W związku z tym van Nistelrooy zapowiedział, że w Niemczech będzie grał tylko do końca sezonu 2010/2011.
Od sezonu 2011/2012 Van Nistelrooy reprezentował barwy hiszpańskiej Malagi. Do klubu przeszedł na zasadzie wolnego transferu. Swoją pierwszą bramkę zdobył 1 października 2011 roku, w wygranym 3:2 meczu z Getafe CF. Sezon 2011/2012 zakończył z 28 meczami i 4 bramkami w lidze, natomiast jego drużyna zajęła czwarte miejsce i zapewniła sobie udział w grze w eliminacjach Ligi Mistrzów.
14 maja 2012 Ruud van Nistelrooy ogłosił zakończenie piłkarskiej kariery.
Na początku sezonu 2024/2025 został asystentem trenera Manchesteru United. 28 października 2024 roku tymczasowo zastąpił na stanowisku menadżera Erika ten Haga. W nowej roli zadebiutował dwa dni później w wygranym 5:2 meczu przeciwko Leicester City. 11 listopada trenerem Manchesteru United został Rúben Amorim a van Nistelrooy odszedł z klubu.

## Reprezentacja Holandii
Ruud van Nistelrooy w reprezentacji Holandii zadebiutował 18 listopada 1998 r., w meczu przeciwko Reprezentacji Niemiec. Kontuzja Holendra praktycznie przekreśliła mu udział na Euro 2000 w swej ojczyźnie. Van Nistelrooy odbudował się jednak i na Euro 2004 był już gotowy. Reprezentacja Holandii zajęła na portugalskim turnieju 3.-4. miejsce, a Ruud (wraz z Wayne’em Rooneyem) zdobył 4 bramki, zostając wicekrólem strzelców.
W Mistrzostwach Świata 2006 Holandia odpadła w 1/8 finału, przegrywając z reprezentacją Portugalii 0:1. Van Nistelrooy strzelił jedną bramkę na tym mundialu. Holender doczekał Euro 2008. W fazie grupowej zaliczył dwa trafienia, Holendrzy odpadli po przegranej z Rosją w 1/4 turnieju, w spotkaniu tym Van Nistelrooy strzelił jedynego gola dla Holandii.
3 września 2010 Ruud van Nistelrooy w meczu eliminacji do Euro 2012 w meczu z San Marino zdobył bramkę w doliczonym czasie gry na 0:5

## Kariera
| Sezon     | Klub              | Liga             | Liczba meczów | Liczba bramek |
| --------- | ----------------- | ---------------- | ------------- | ------------- |
| 2011/2012 | Málaga CF         | Primera División | 28            | 4             |
| 2010/2011 | Hamburger SV      | Bundesliga       | 25            | 7             |
| 2009/2010 | Hamburger SV      | Bundesliga       | 11            | 5             |
| 2009/2010 | Real Madryt       | Primera División | 1             | 1             |
| 2008/2009 | Real Madryt       | Primera División | 6             | 4             |
| 2007/2008 | Real Madryt       | Primera División | 24            | 16            |
| 2006/2007 | Real Madryt       | Primera División | 37            | 25            |
| 2005/2006 | Manchester United | Premier League   | 35            | 21            |
| 2004/2005 | Manchester United | Premier League   | 17            | 6             |
| 2003/2004 | Manchester United | Premier League   | 35            | 21            |
| 2002/2003 | Manchester United | Premier League   | 34            | 25            |
| 2001/2002 | Manchester United | Premier League   | 32            | 23            |
| 2000/2001 | PSV Eindhoven     | Eredivisie       | 10            | 2             |
| 1999/2000 | PSV Eindhoven     | Eredivisie       | 23            | 29            |
| 1998/1999 | PSV Eindhoven     | Eredivisie       | 34            | 31            |
| 1997/1998 | Heerenveen        | Eredivisie       | 31            | 13            |
| 1996/1997 | FC Den Bosch      | Eredivisie       | 31            | 12            |
| 1995/1996 | FC Den Bosch      | Eredivisie       | 21            | 2             |
| 1994/1995 | FC Den Bosch      | Eredivisie       | 15            | 3             |
| 1993/1994 | FC Den Bosch      | Eredivisie       | 2             | 0             |

| Drużyna           | mecze | bramki |
| ----------------- | ----- | ------ |
| FC Den Bosch      | 71    | 20     |
| Heerenveen        | 40    | 16     |
| PSV Eindhoven     | 90    | 77     |
| Manchester United | 219   | 150    |
| Real Madryt       | 96    | 64     |
| Hamburger SV      | 44    | 17     |
| Málaga CF         | 32    | 5      |
| Holandia          | 70    | 35     |
| Suma              | 662   | 384    |

## Statystyki trenerskie
Stan na 10 listopada 2024
| Zespół            | Od                   | Do                | Statystyka | Statystyka | Statystyka | Statystyka | Statystyka  |
| Zespół            | Od                   | Do                | Mecze      | Wygrane    | Remisy     | Przegrane  | % wygranych |
| ----------------- | -------------------- | ----------------- | ---------- | ---------- | ---------- | ---------- | ----------- |
| Jong PSV          | 1 czerwca 2021       | 18 maja 2022      | 38         | 11         | 11         | 16         | 28,95       |
| PSV Eindhoven     | 19 maja 2022         | 24 maja 2023      | 51         | 33         | 10         | 8          | 64,71       |
| Manchester United | 28 października 2024 | 10 listopada 2024 | 4          | 3          | 1          | 0          | 75,00       |
| Łącznie           | Łącznie              | Łącznie           | 93         | 47         | 22         | 24         | 50,54       |

## Sukcesy

### Zawodnik

#### PSV
- Mistrzostwo Holandii: 1999/2000, 2000/2001
- Superpuchar Holandii: 1998

#### Manchester United
- Mistrzostwo Anglii: 2002/2003
- Puchar Anglii: 2003/2004
- Puchar Ligi Angielskiej: 2005/2006
- Tarcza Wspólnoty: 2003

#### Real Madryt
- Mistrzostwo Hiszpanii: 2006/2007, 2007/2008
- Superpuchar Hiszpanii: 2008

#### Reprezentacyjne
- Półfinał Mistrzostw Europy: 2004

#### Indywidualnie
- Król strzelców Eredivisie: 1998/1999, 1999/2000
- Król strzelców Premier League: 2002/2003
- Król strzelców Pucharu Anglii: 2002/2003, 2003/2004
- Król strzelców Primera División: 2006/2007
- Król strzelców Ligi Mistrzów: 2001/2002, 2002/2003, 2004/2005
- Król asyst Ligi Mistrzów: 2001/2002
- Piłkarz roku w Holandii: 1998/1999, 1999/2000
- Piłkarz sezonu w Premier League: 2002/2003
- Piłkarz sezonu w Premier League według PFA: 2001/2002
- Piłkarz sezonu w Premier League według fanów PFA: 2001/2002
- Najlepszy napastnik w Lidze Mistrzów: 2002/2003
- FIFA 100
- Światowy strzelec roku IFFHS: 2002
- Światowy strzelec roku ostatniej dekady IFFHS: 2012
- Drużyna roku w Premier League według PFA: 2001/2002, 2003/2004
- Drużyna sezonu według ESM: 2001/2002
- Drużyna Roku UEFA: 2003
- Drużyna turnieju Mistrzostw Europy: 2004
- Drużyna dekady według ESPN: 2009

### Trener

#### PSV
- Puchar Holandii: 2022/2023
- Superpuchar Holandii: 2022